# Кубок Монголії з футболу 2018
Кубок Монголії з футболу 2018 — розіграш кубкового футбольного турніру у Монголії. Титул володаря кубка здобув Атлетік 220.

## Календар
| Раунд        | Дата                     | Матчі | Клуби   |
| ------------ | ------------------------ | ----- | ------- |
| Перший раунд | 21-27 травня 2018        | 8     | 33 → 25 |
| Другий раунд | 22-25 червня 2018        | 9     | 25 → 16 |
| 1/8 фіналу   | 15 липня - 1 серпня 2018 | 8     | 16 → 8  |
| 1/4 фіналу   | 7-17 серпня 2018         | 4     | 8 → 4   |
| 1/2 фіналу   | 11-12 вересня 2018       | 2     | 4 → 2   |
| Фінал        | 3 жовтня 2018            | 1     | 2 → 1   |

## 1/8 фіналу
| Команда 1                     | Рахунок      | Команда 2           |
| ----------------------------- | ------------ | ------------------- |
| 15 липня 2018                 |              |                     |
| Уланбаатарин Мазаалайнууд (2) | 0:6          | Хангарід            |
| Ерчім                         | 6:3          | Вестерн (2)         |
| Хоромхон (2)                  | 1:0          | Ховд Клуб (2)       |
| 16 липня 2018                 |              |                     |
| Хан-Уул (2)                   | 3:5          | ДМУ (3)             |
| 17 липня 2018                 |              |                     |
| Улан-Батор Сіті               | 2:2 пен. 4:3 | Дерен               |
| 24 липня 2018                 |              |                     |
| Улан-Батор                    | 0:0 пен. 3:4 | Андууд Сіті         |
| 25 липня 2018                 |              |                     |
| СП Фалконс                    | 0:1          | Унаганууд (2)       |
| 1 серпня 2018                 |              |                     |
| Атлетік 220                   | 18:0         | Номадік Хантерс (3) |

## 1/4 фіналу
| Команда 1      | Рахунок | Команда 2       |
| -------------- | ------- | --------------- |
| 7 серпня 2018  |         |                 |
| Андууд Сіті    | 0:2     | Улан-Батор Сіті |
| 8 серпня 2018  |         |                 |
| Ерчім          | 2:0     | Унаганууд (2)   |
| 9 серпня 2018  |         |                 |
| Атлетік 220    | 5:3     | Хоромхон (2)    |
| 17 серпня 2018 |         |                 |
| ДМУ (3)        | 0:9     | Хангарід        |

## 1/2 фіналу
| Команда 1       | Рахунок      | Команда 2 |
| --------------- | ------------ | --------- |
| 11 вересня 2018 |              |           |
| Улан-Батор Сіті | 3:3 пен. 4:2 | Хангарід  |
| 12 вересня 2018 |              |           |
| Атлетік 220     | 4:2          | Ерчім     |

## Фінал
| Команда 1     | Рахунок | Команда 2       |
| ------------- | ------- | --------------- |
| 3 жовтня 2018 |         |                 |
| Атлетік 220   | 2:0     | Улан-Батор Сіті |